# Shinonomé (schip, 1927)
Shinonomé (Japans: 東雲) was een torpedobootjager van de Fubuki-klasse die dienst deed bij de Japanse Keizerlijke Marine. Het schip was in dienst van 1928 tot december 1941.

## Ontwerp
Shinonomé beschikte over twee Kampon Ro turbines, aangedreven door 4 Kampon ketels. Dit gaf het schip een machinevermogen van 37.000 kilowatt, waarmee het een snelheid van 38 knopen kon behalen. Als het schip met een snelheid van 14 knopen voerde, kon het 9.300 kilometer varen.
De primaire bewapening van het schip bestond uit zes 127mm kanonnen, verdeeld over drie geschuttorens. Verder had het negen 610mm torpedobuizen, tweeëntwintig keer Type 96 luchtafweergeschut, tien maal 13 mm luchtafweergeschut  en zesendertig dieptebommen.

## Dienst
Voorafgaand aan de Tweede Wereldoorlog heeft Shinonomé gevochten tijdens de Tweede Chinees-Japanse Oorlog en de Invasie van Frans-Indochina. Toen de oorlog uitbrak heeft het geassisteerd bij landingen rondom Maleisië. 
Op 17 december 1941 werd het schip door X32, een Dornier Do 24 gevlogen door Bastiaan Sjerp, gezonken in de Zuid-Chinese Zee. Bastiaan Sjerp wist het schip met twee bommen te raken, waarvan eentje het magazijn detoneerde. Het schip zonk met de gehele bemanning. Dit was een van de eerste geallieerde maritieme overwinningen tegen de Japanners en tevens een grote prestatie van de Marine Luchtvaartdienst.